# Kricogonia lyside
Kricogonia lyside is een vlindersoort uit de familie van de Pieridae (witjes), onderfamilie Coliadinae.
Kricogonia lyside werd in 1819 beschreven door Godart.